# Ahimsa: Stop to Run
Ahimsa: Stop to Run (taj. อหิงสา จิ๊กโก๋ มีกรรม) je tajlandski triler iz 2005. godine, za kojeg je scenarij napisao Kittikorn Kiasirikun, koji je ujedno i režirao ovaj film.

## Radnja
Ahingsa je mladić kojeg progoni njegova karma, koja poprima oblik misterioznog crvenokosog čovjeka. Naime, taj čovjek (tj. njegova karma) je već bio progonio Ahingsu kada je on bio mali dječak; tada ga je (misli se na crvenokosog čovjeka) uklonio jedan šaman. Međutim, nakon Ahingsine predaje drogama i njegovog uključenja u rave kulturu, misteriozni crvenokosi čovjek se vraća. Također, potrebno je napomenuti kako Ahingsa svojim ponašanjem ubrzo uzrokuje probleme svojim prijateljima, Ukhotu i Einsteinu, kao i liječnici, dr. Pattayi.

## Glavne uloge
- Boriwat Yuto kao Ahingsa
- Theeradanai Suwannahom kao misteriozni čovjek
- Prinya Ngamwongwarn kao Ukhoht
- Ampon Rattanawong kao čovjek s krletkama
- Taranya Sattabusya kao dr. Pattaya
- Johnny Unwa kao Einstein

## Nagrade i nominacije
- Film je bio službeni Tajlandski predstavnik na 79. dodijeli Oscara.

## Vanjske poveznice
- Ahimsa: Stop to Run u internetskoj bazi filmova IMDb-a
- Movieseer synopsis  Arhivirana inačica izvorne stranice od 29. rujna 2007. (Wayback Machine)
- Galerija i posteri na SiamZone.com